# Felix Nartey
Felix Nartey est un Ghanéen qui a été désigné Wikipédien de l'année en août 2017 à Wikimania par Jimmy Wales, le cocréateur de Wikipédia.

## Jeunesse
Felix Nartey naît au Ghana, à Tema, près d'Accra. En 2008, il commence ses études à la Pope John Senior High School and Minor Seminary puis, à l'Université centrale du Ghana, obtient une licence en 2013. En 2017, il passe un M.B.A. à l'Université des sciences appliquées d'Anhalt (Allemagne). Il devient banquier.

## Contributions à Wikipedia
Nartey rejoint l'organisation Wikimedia en 2012. Il développe des articles sur son pays, le Ghana, et est à la tête de plusieurs initiatives pour promouvoir l'intérêt d'une contribution à Wikipédia, dont le GLAM, le programme d'apprentissage de  Wikipédia, et la bibliothèque de Wikipédia. Nartey devient community manager pour la Wikimédia du Ghana,,.  Il est aussi membre de l'équipe centrale de Firefox Africa Group et cofondateur de l'Open Foundation West Africa,,.
Dans son allocution de Wikipédien de l'année, Jimmy Wales précise que Nartey a joué un rôle majeur dans  l'organisation de la seconde conférence Wiki Indaba de 2017 à Accra, ainsi que dans la création de communautés locales en Afrique.